# Distretto di Astravec
Il distretto di Astravec (in bielorusso Астравецкі раён?) è un distretto (raën) della Bielorussia appartenente alla regione di Hrodna.